# 离散对数
在整數中，離散對數（英語：Discrete logarithm）是一種基於同餘運算和原根的一種對數運算。而在實數中對數的定義 {\displaystyle \log _{b}a} 是指對於給定的 {\displaystyle a} 和 {\displaystyle b}，有一個數 {\displaystyle x}，使得{\displaystyle b^{x}=a}。相同地在任何群 G中可為所有整數 {\displaystyle k} 定義一個冪數為 {\displaystyle b^{k}}，而離散對數 {\displaystyle \log _{b}a} 是指使得 {\displaystyle b^{k}=a} 的整數 {\displaystyle k} 。 
離散對數在一些特殊情況下可以快速計算。然而，通常沒有具非常效率的方法來計算它們。公鑰密碼學中幾個重要算法的基礎，是假設尋找離散對數的問題解，在仔細選擇過的群中，並不存在有效率的求解算法。

## 定義
當模{\displaystyle m}有原根時，設{\displaystyle l}為模{\displaystyle m}的一個原根，則當{\displaystyle x\equiv l^{k}{\pmod {m}}}時：
{\displaystyle Ind_{l}x\equiv k{\pmod {m}}}，此處的{\displaystyle Ind_{l}x}為{\displaystyle x}以整數{\displaystyle l}為底，模{\displaystyle m}時的離散對數值

## 性質
離散對數和一般的對數有著相類似的性質：
- {\displaystyle Ind_{l}xy\equiv Ind_{l}x+Ind_{l}y{\pmod {\phi (m)}}}
- {\displaystyle Ind_{l}x^{y}\equiv yInd_{l}x{\pmod {\phi (m)}}}